# Theotima kivuensis
Theotima kivuensis is een spinnensoort uit de familie Ochyroceratidae. De soort komt voor in Congo.